# Ingrid Lothigius
Ingrid Lothigius, född 25 november 1920 i Jönköping, död där 14 oktober 1998, var en svensk skådespelare. Lothigius utvandrade från Sverige 1968 men var vid sin död bosatt i Jönköping.

## Filmografi
- 1949 – Gatan
- 1950 – Två trappor över gården
- 1952 – Möte med livet
- 1954 – Flicka utan namn